# Lärchegg
Lärchegg är en bergstopp i Österrike.   Den ligger i distriktet Kitzbühel och förbundslandet Tyrolen, i den centrala delen av landet, 300 km väster om huvudstaden Wien. Toppen på Lärchegg är 2 123 meter över havet, eller 145 meter över den omgivande terrängen. Bredden vid basen är 0,28 km. Lärchegg ingår i Kaisergebirge.
Terrängen runt Lärchegg är kuperad åt sydost, men åt nordväst är den bergig. Närmaste större samhälle är Kufstein, 13,9 km väster om Lärchegg. 
I omgivningarna runt Lärchegg växer i huvudsak blandskog. Runt Lärchegg är det ganska tätbefolkat, med 52 invånare per kvadratkilometer.